# Regierung Cowen
Die Regierung Cowen war die 28. Regierung der Republik Irland, sie amtierte vom 7. Mai 2008 bis zum 9. März 2011.
Nach der Parlamentswahl am 24. Mai 2007 bildeten Fianna Fáil (FF), Progressive Democrats (PD) und die Grünen (GP) eine Koalition. Am 2. April 2008 kündigte Taoiseach (Ministerpräsident) Bertie Ahern seinen Rücktritt zum 6. Mai an. Fianna Fáil wählte am 9. April Finanzminister Brian Cowen zum neuen Parteivorsitzenden (Amtsantritt 6. Mai). Der Rücktritt Aherns als Regierungschef erfolgte am 6. Mai, Finanzminister Cowen wurde am Folgetag vom Dáil Éireann, dem irischen Parlament, mit 88 zu 76 Stimmen zum neuen Regierungschef gewählt. Der Ministerpräsident und seine Minister wurden am selben Tag von Staatspräsidentin Mary McAleese ernannt. Vier Staatsminister wurden am 7. Mai ernannt, weitere 16 am 13. Mai.
Nachdem mehrere Minister das Kabinett verlassen hatten und die Grünen aus der Regierung austraten, löste die Staatspräsidentin am 1. Februar 2011 auf Ersuchen des Ministerpräsidenten das Parlament auf. Bei der folgenden Parlamentswahl am 25. Februar 2011 verlor die Fianna Fáil 58 Sitze und wurde mit 20 Sitzen nur noch drittstärkste Partei. Eine Koalition aus Fine Gael und Labour Party bildete die neue Regierung.

## Zusammensetzung
| Minister                                                                                       | Minister         | Minister  | Minister         | Minister | Minister         |
| Amt                                                                                            | Name             | Partei    | Amtszeit         | Amtszeit | Amtszeit         |
| ---------------------------------------------------------------------------------------------- | ---------------- | --------- | ---------------- | -------- | ---------------- |
| Taoiseach (Ministerpräsident)                                                                  | Brian Cowen      | FF        | 7. Mai 2008      | –        | 09. März 2011    |
| Tánaiste (Vizeministerpräsidentin)                                                             | Mary Coughlan    | FF        | 7. Mai 2008      | –        | 09. März 2011    |
| Außenminister                                                                                  | Micheál Martin   | FF        | 7. Mai 2008      | –        | 19. Januar 2011  |
| Außenminister                                                                                  | Brian Cowen      | FF        | 19. Januar 2011  | –        | 09. März 2011    |
| Minister/-in für Bildung und Wissenschaft                                                      | Batt O’Keeffe    | FF        | 7. Mai 2008      | –        | 23. März 2010    |
| Minister/-in für Bildung und Wissenschaft                                                      | Mary Coughlan    | FF        | 23. März 2010    | –        | 02. Mai 2010     |
| Ministerin für Bildung und Qualifikation                                                       | Mary Coughlan    | FF        | 2. Mai 2010      | –        | 09. März 2011    |
| Finanzminister                                                                                 | Brian Lenihan    | FF        | 7. Mai 2008      | –        | 09. März 2011    |
| Minister für Gemeinwesen, ländliche Angelegenheiten und die Gaeltacht                          | Éamon Ó Cuív     | FF        | 7. Mai 2008      | –        | 23. März 2010    |
| Minister für Gemeinwesen, ländliche Angelegenheiten und die Gaeltacht                          | Pat Carey        | FF        | 23. März 2010    | –        | 02. Juni 2010    |
| Minister für Gemeinwesen, Gleichstellung und die Gaeltacht                                     | Pat Carey        | FF        | 2. Juni 2010     | –        | 09. März 2011    |
| Ministerin für Gesundheit und Kinder                                                           | Mary Harney      | PD/Unabh. | 7. Mai 2008      | –        | 20. Januar 2011  |
| Ministerin für Gesundheit und Kinder                                                           | Mary Coughlan    | FF        | 20. Januar 2011  | –        | 09. März 2011    |
| Minister für Justiz, Gleichstellung und Rechtsreform                                           | Dermot Ahern     | FF        | 7. Mai 2008      | –        | 02. Juni 2010    |
| Minister für Justiz und Rechtsreform                                                           | Dermot Ahern     | FF        | 2. Juni 2010     | –        | 20. Januar 2011  |
| Minister für Justiz und Rechtsreform                                                           | Brendan Smith    | FF        | 20. Januar 2011  | –        | 09. März 2011    |
| Minister für Kommunikation, Energie und Bodenschätze                                           | Eamon Ryan       | GP        | 7. Mai 2008      | –        | 23. Januar 2011  |
| Minister für Kommunikation, Energie und Bodenschätze                                           | Pat Carey        | FF        | 23. Januar 2011  | –        | 09. März 2011    |
| Minister/-in für Kunst, Sport und Tourismus                                                    | Martin Cullen    | FF        | 7. Mai 2008      | –        | 23. März 2010    |
| Minister/-in für Kunst, Sport und Tourismus                                                    | Mary Hanafin     | FF        | 23. März 2010    | –        | 02. Mai 2010     |
| Ministerin für Tourismus, Kultur und Sport                                                     | Mary Hanafin     | FF        | 2. Mai 2010      | –        | 09. März 2011    |
| Minister für Landwirtschaft, Fischerei und Ernährung                                           | Brendan Smith    | FF        | 7. Mai 2008      | –        | 09. März 2011    |
| Minister/-in für Soziales und Familien                                                         | Mary Hanafin     | FF        | 7. Mai 2008      | –        | 23. März 2010    |
| Minister/-in für Soziales und Familien                                                         | Éamon Ó Cuív     | FF        | 23. März 2010    | –        | 02. Mai 2010     |
| Sozialminister                                                                                 | Éamon Ó Cuív     | FF        | 2. Mai 2010      | –        | 23. März 2010    |
| Minister für Umwelt, nationales Erbe und örtliche Verwaltung                                   | John Gormley     | GP        | 7. Mai 2008      | –        | 23. Januar 2011  |
| Minister für Umwelt, nationales Erbe und örtliche Verwaltung                                   | Éamon Ó Cuív     | FF        | 23. Januar 2011  | –        | 09. März 2011    |
| Minister/-in für Unternehmen, Handel und Beschäftigung                                         | Mary Coughlan    | FF        | 7. Mai 2008      | –        | 23. März 2010    |
| Minister/-in für Unternehmen, Handel und Beschäftigung                                         | Batt O’Keeffe    | FF        | 23. März 2010    | –        | 02. Mai 2010     |
| Minister/-in für Unternehmen, Handel und Innovation                                            | Batt O’Keeffe    | FF        | 2. Mai 2010      | –        | 20. Januar 2011  |
| Minister/-in für Unternehmen, Handel und Innovation                                            | Mary Hanafin     | FF        | 20. Januar 2011  | –        | 09. März 2011    |
| Verkehrsminister                                                                               | Noel Dempsey     | FF        | 7. Mai 2008      | –        | 20. Januar 2011  |
| Verkehrsminister                                                                               | Pat Carey        | FF        | 20. Januar 2011  | –        | 09. März 2011    |
| Verteidigungsminister                                                                          | Willie O’Dea     | FF        | 7. Mai 2008      | –        | 18. Februar 2010 |
| Verteidigungsminister                                                                          | Tony Killeen     | FF        | 23. März 2010    | –        | 20. Januar 2011  |
| Verteidigungsminister                                                                          | Éamon Ó Cuív     | FF        | 20. Januar 2011  | –        | 09. März 2011    |
| Staatsminister                                                                                 |                  |           |                  |          |                  |
| Amt                                                                                            | Name             | Partei    | Amtszeit         | Amtszeit | Amtszeit         |
| Staatsminister beim Taoiseach                                                                  | Pat Carey        | FF        | 7. Mai 2008      | –        | 23. März 2010    |
| Staatsminister beim Taoiseach                                                                  | Dick Roche       | FF        | 7. Mai 2008      | –        | 09. März 2011    |
| Staatsminister beim Taoiseach                                                                  | John Curran      | FF        | 23. Mai 2010     | –        | 09. März 2011    |
| Staatsminister beim Taoiseach                                                                  | Dara Calleary    | FF        | 22. April 2009   | –        | 02. Mai 2010     |
| Staatsminister im Außenministerium                                                             | Dick Roche       | FF        | 7. Mai 2008      | –        | 09. März 2011    |
| Staatsminister im Außenministerium                                                             | Peter Power      | FF        | 13. Mai 2008     | –        | 09. März 2011    |
| Staatsminister/-in im Ministerium für Bildung und Wissenschaft                                 | Barry Andrews    | FF        | 7. Mai 2008      | –        | 09. März 2011    |
| Staatsminister/-in im Ministerium für Bildung und Wissenschaft                                 | Jimmy Devins     | FF        | 13. Mai 2008     | –        | 21. April 2009   |
| Staatsminister/-in im Ministerium für Bildung und Wissenschaft                                 | Seán Haughey     | FF        | 13. Mai 2008     | –        | 09. März 2011    |
| Staatsminister/-in im Ministerium für Bildung und Wissenschaft                                 | Conor Lenihan    | FF        | 13. Mai 2008     | –        | 09. März 2011    |
| Staatsminister/-in im Ministerium für Bildung und Wissenschaft                                 | John Moloney     | FF        | 13. Mai 2008     | –        | 09. März 2011    |
| Staatsminister/-in im Ministerium für Bildung und Wissenschaft                                 | Mary White       | GP        | 23. März 2010    | –        | 23. Januar 2011  |
| Staatsminister im Finanzministerium                                                            | Martin Mansergh  | FF        | 13. Mai 2008     | –        | 09. März 2011    |
| Staatsminister im Finanzministerium                                                            | Dara Calleary    | FF        | 22. April 2009   | –        | 09. März 2011    |
| Staatsminister/-in im Ministerium für Gemeinwesen, ländliche Angelegenheiten und die Gaeltacht | John Curran      | FF        | 13. Mai 2008     | –        | 02. Juni 2010    |
| Staatsminister/-in im Ministerium für Gemeinwesen, ländliche Angelegenheiten und die Gaeltacht | Conor Lenihan    | FF        | 13. Mai 2008     | –        | 02. Juni 2010    |
| Staatsminister/-in im Ministerium für Gemeinwesen, ländliche Angelegenheiten und die Gaeltacht | Mary White       | GP        | 23. März 2010    | –        | 02. Juni 2010    |
| Staatsminister/-in im Ministerium für Gemeinwesen, Gleichstellung und die Gaeltacht            | John Curran      | FF        | 2. Juni 2010     | –        | 09. März 2011    |
| Staatsminister/-in im Ministerium für Gemeinwesen, Gleichstellung und die Gaeltacht            | Conor Lenihan    | FF        | 2. Juni 2010     | –        | 09. März 2011    |
| Staatsminister/-in im Ministerium für Gemeinwesen, Gleichstellung und die Gaeltacht            | Mary White       | GP        | 2. Juni 2010     | –        | 23. Januar 2011  |
| Staatsminister/-in im Ministerium für Gesundheit und Kinder                                    | Barry Andrews    | FF        | 7. Mai 2008      | –        | 09. März 2011    |
| Staatsminister/-in im Ministerium für Gesundheit und Kinder                                    | Máire Hoctor     | FF        | 13. Mai 2008     | –        | 21. April 2009   |
| Staatsminister/-in im Ministerium für Gesundheit und Kinder                                    | John Moloney     | FF        | 13. Mai 2008     | –        | 09. März 2011    |
| Staatsminister/-in im Ministerium für Gesundheit und Kinder                                    | Mary Wallace     | FF        | 13. Mai 2008     | –        | 21. April 2009   |
| Staatsminister/-in im Ministerium für Gesundheit und Kinder                                    | Áine Brady       | FF        | 22. April 2009   | –        | 09. März 2011    |
| Staatsminister/-in im Ministerium für Justiz, Gleichstellung und Rechtsreform                  | Barry Andrews    | FF        | 7. Mai 2008      | –        | 02. Juni 2010    |
| Staatsminister/-in im Ministerium für Justiz, Gleichstellung und Rechtsreform                  | Conor Lenihan    | FF        | 13. Mai 2008     | –        | 02. Juni 2010    |
| Staatsminister/-in im Ministerium für Justiz, Gleichstellung und Rechtsreform                  | John Moloney     | FF        | 13. Mai 2008     | –        | 02. Juni 2010    |
| Staatsminister/-in im Ministerium für Justiz, Gleichstellung und Rechtsreform                  | Mary White       | GP        | 23. März 2010    | –        | 02. Juni 2010    |
| Staatsminister/-in im Ministerium für Justiz und Rechtsreform                                  | Barry Andrews    | FF        | 2. Juni 2010     | –        | 09. März 2011    |
| Staatsminister/-in im Ministerium für Justiz und Rechtsreform                                  | Conor Lenihan    | FF        | 2. Juni 2010     | –        | 09. März 2011    |
| Staatsminister/-in im Ministerium für Justiz und Rechtsreform                                  | John Moloney     | FF        | 2. Juni 2010     | –        | 09. März 2011    |
| Staatsminister/-in im Ministerium für Justiz und Rechtsreform                                  | Mary White       | GP        | 2. Juni 2010     | –        | 23. Januar 2011  |
| Staatsminister im Ministerium für Kommunikation, Energie und Bodenschätze                      | Seán Power       | FF        | 13. Mai 2008     | –        | 21. April 2009   |
| Staatsminister im Ministerium für Kunst, Sport und Tourismus                                   | Martin Mansergh  | FF        | 13. Mai 2008     | –        | 02. Mai 2010     |
| Staatsminister im Ministerium für Tourismus, Kultur und Sport                                  | Martin Mansergh  | FF        | 2. Mai 2010      | –        | 09. März 2011    |
| Staatsminister/-in im Ministerium für Landwirtschaft, Fischerei und Ernährung                  | Trevor Sargent   | GP        | 7. Mai 2008      | –        | 23. Februar 2010 |
| Staatsminister/-in im Ministerium für Landwirtschaft, Fischerei und Ernährung                  | Tony Killeen     | FF        | 13. Mai 2008     | –        | 23. März 2010    |
| Staatsminister/-in im Ministerium für Landwirtschaft, Fischerei und Ernährung                  | Ciarán Cuffe     | GP        | 23. März 2010    | –        | 23. Januar 2011  |
| Staatsminister/-in im Ministerium für Landwirtschaft, Fischerei und Ernährung                  | Seán Connick     | FF        | 23. Oktober 2010 | –        | 09. März 2011    |
| Staatsministerin im Ministerium für Soziales und Familien                                      | Máire Hoctor     | FF        | 13. Mai 2008     | –        | 21. April 2009   |
| Staatsministerin im Ministerium für Soziales und Familien                                      | Áine Brady       | FF        | 22. April 2009   | –        | 02. Mai 2010     |
| Staatsministerin im Sozialministerium                                                          | Áine Brady       | FF        | 2. Mai 2010      | –        | 09. März 2011    |
| Staatsminister/-in im Ministerium für Umwelt, nationales Erbe und örtliche Verwaltung          | Máire Hoctor     | FF        | 13. Mai 2008     | –        | 21. April 2009   |
| Staatsminister/-in im Ministerium für Umwelt, nationales Erbe und örtliche Verwaltung          | Michael Kitt     | FF        | 13. Mai 2008     | –        | 21. April 2009   |
| Staatsminister/-in im Ministerium für Umwelt, nationales Erbe und örtliche Verwaltung          | Michael Finneran | FF        | 13. Mai 2008     | –        | 09. März 2011    |
| Staatsminister/-in im Ministerium für Umwelt, nationales Erbe und örtliche Verwaltung          | Áine Brady       | FF        | 22. April 2009   | –        | 09. März 2011    |
| Staatsminister/-in im Ministerium für Umwelt, nationales Erbe und örtliche Verwaltung          | Ciarán Cuffe     | GP        | 23. März 2010    | –        | 23. Januar 2011  |
| Staatsminister im Ministerium für Unternehmen, Handel und Beschäftigung                        | Jimmy Devins     | FF        | 13. Mai 2008     | –        | 21. April 2009   |
| Staatsminister im Ministerium für Unternehmen, Handel und Beschäftigung                        | Seán Haughey     | FF        | 13. Mai 2008     | –        | 02. Mai 2010     |
| Staatsminister im Ministerium für Unternehmen, Handel und Beschäftigung                        | Billy Kelleher   | FF        | 13. Mai 2008     | –        | 02. Mai 2010     |
| Staatsminister im Ministerium für Unternehmen, Handel und Beschäftigung                        | John McGuinness  | FF        | 13. Mai 2008     | –        | 21. April 2009   |
| Staatsminister im Ministerium für Unternehmen, Handel und Beschäftigung                        | John Moloney     | FF        | 13. Mai 2008     | –        | 02. Mai 2010     |
| Staatsminister im Ministerium für Unternehmen, Handel und Beschäftigung                        | Dara Calleary    | FF        | 22. April 2009   | –        | 02. Mai 2010     |
| Staatsminister im Ministerium für Unternehmen, Handel und Innovation                           | Dara Calleary    | FF        | 2. Mai 2010      | –        | 09. März 2011    |
| Staatsminister im Ministerium für Unternehmen, Handel und Innovation                           | Seán Haughey     | FF        | 2. Mai 2010      | –        | 09. März 2011    |
| Staatsminister im Ministerium für Unternehmen, Handel und Innovation                           | Billy Kelleher   | FF        | 2. Mai 2010      | –        | 09. März 2011    |
| Staatsminister im Ministerium für Unternehmen, Handel und Innovation                           | John Moloney     | FF        | 2. Mai 2010      | –        | 09. März 2011    |
| Staatsminister im Verkehrsministerium                                                          | Noel Ahern       | FF        | 13. Mai 2008     | –        | 21. April 2009   |
| Staatsminister im Verteidigungsministerium                                                     | Pat Carey        | FF        | 7. Mai 2008      | –        | 23. März 2010    |
| Staatsminister im Verteidigungsministerium                                                     | John Curran      | FF        | 23. Mai 2010     | –        | 09. März 2011    |

## Umbenennungen
Am 2. Mai 2010 wurden folgende Ministerien umbenannt:
- Das Ministerium für Bildung und Wissenschaft in Ministerium für Bildung und Innovation[10]
- Das Ministerium für Kunst, Sport und Tourismus in Ministerium für Tourismus, Kultur und Sport[11]
- das Ministerium für Soziales und Familien in Sozialministerium[12]
- Das Ministerium für Unternehmen, Handel und Beschäftigung in Ministerium für Unternehmen, Handel und Innovation[13]

Am 2. Juni 2010 wurden folgende Ministerien umbenannt:
- Das Ministerium für Gemeinwesen, ländliche Angelegenheiten und die Gaeltacht in Ministerium für Gemeinwesen, Gleichstellung und die Gaeltacht[14]
- Das Ministerium für Justiz, Gleichstellung und Rechtsreform in  Ministerium für Justiz und Rechtsreform[15]

## Umbesetzungen
Am 22. April 2009 wurde die Anzahl der Staatsminister von 20 auf 15 verringert. Es schieden aus: Noel Ahern, Jimmy Devins, Máire Hoctor, Michael Kitt, John McGuinness und Mary Wallace. Es wurden zwei neue Staatsminister ernannt, Áine Brady und Dara Calleary.
Am 18. Februar trat Verteidigungsminister Willie O’Dea zurück, der eine falsche eidesstattliche Erklärung abgegeben hatte. Staatsminister Trevor Sargent trat am 23. Februar 2010 zurück. Der Minister für Tourismus, Kultur und Sport, Martin Cullen, kündigte am 8. März seinen Rücktritt aus Gesundheitsgründen an. Bei der Kabinettsumbildung 23. März 2010 wurde Staatsminister Tony Killeen Verteidigungsminister, Staatsminister Pat Carey wurde Minister für Gemeinwesen, ländliche Angelegenheiten und die Gaeltacht. Éamon Ó Cuív wechselte vom Ministerium für Gemeinwesen, ländliche Angelegenheiten und die Gaeltacht ins Ministerium für Soziales und Familien, Sozialministerin Mary Hanafin wurde Ministerin für Kunst, Sport und Tourismus. Der Minister für Bildung und Wissenschaft Batt O’Keeffe und die Ministerin für Unternehmen, Handel und Beschäftigung, Mary Coughlan, tauschten die Ressorts. Neue Staatsminister wurden Ciarán Cuffe und Mary White.
Außenminister Micheál Martin trat am 19. Januar 2011 zurück, das Außenministerium übernahm Ministerpräsident Brian Cowen. Nach dem Rücktritt von Cowen als Parteivorsitzender der Fianna Fáil am 22. Februar wurde Martin am 26. Februar als neuer Parteivorsitzender gewählt.
Am 20. Januar 2011 traten fünf weitere Kabinettsmitglieder zurück Verteidigungsminister Éamon Ó Cuív, Justizminister Dermot Ahern, Verkehrsminister Noel Dempsey, Gesundheitsministerin Mary Harney und der Minister für Unternehmen, Handel und Innovation Batt O’Keeffe. Ihre Ressorts wurden von anderen Ministern übernommen. Am 23. Januar 2011 verließen die Grünen die Regierung. Der Minister für Kommunikation, Energie und Bodenschätze Eamon Ryan und die Staatsminister Ciarán Cuffe und Mary White traten zurück.